# El Padre (obra de teatro)
El Padre (en francés Le Père) es una obra de teatro de Florian Zeller.
El Padre fue estrenada en 2012 en el Théâtre Hébertot, en París, con el actor Robert Hirsch y dirigido por Ladislas Chollat. Se representó hasta 2015 y recibió varios Molières, incluido el Premio Molière a la Mejor Obra 2014.
El Padre es la obra teatral de Zeller que ha cosechado mayor éxito en el extranjero. En Londres, el periódico The Guardian la eligió la «mejor obra de teatro del año».
Según The Times, es « una de las mejores obras de la década ».
Es parte de una trilogía teatral que incluye La Madre y El hijo. 
El Padre se estrenó en más de 50 países y ha ganado numerosos premios en todo el mundo.

### Cine
Florian Zeller dirigió su primer largometraje en 2020, The Father, adaptado su propia obra teatral homónima, protagonizada por Anthony Hopkins y Olivia Colman. Fue presentado en enero de 2020 en la selección oficial del Festival de Sundance, y fue recibido con buenas críticas.
Fue nominada a seis Premios Óscar, incluyendo: Mejor Película, Mejor Actor (Anthony Hopkins), Mejor Actriz de Reparto (Olivia Colman), Mejor Guion Adaptado (por el cual también fue nominado Florian Zeller, junto a Christopher Hampton), Mejor Diseño de Producción y Mejor Edición. Los ganadores se anunciarán el domingo 25 de abril de 2021.
El padre también ha sido seleccionado para el Festival Internacional de Toronto
y para el Festival de Telluride. Distribuida por Sony Pictures Classics, la película llegará a los cines de Estados Unidos en el otoño de 2020.

### Producciones en español
En España, El Padre se estrenó en 2016 en el Teatro Romea de Barcelona, dirigido por José Carlos Plaza, con Héctor Alterio.
| Año  | Obra                 | Teatro                       | Dirección            | Intérpretes                                                                              |
| ---- | -------------------- | ---------------------------- | -------------------- | ---------------------------------------------------------------------------------------- |
| 2016 | El Padre             | Teatro Romea, Barcelona      | José Carlos Plaza    | Héctor Alterio, Ana Labordeta, Luis Rallo, Miguel Hermoso, Zaira Montes, María González. |
| 2016 | El Padre             | Ulti Teatro, Buenos Aires    | Daniel Veronese      | Pepe Soriano, Carola Reyna                                                               |
| 2017 | El Padre             | Teatro UC, Chile             | Marcelo Alonso       | Héctor Noguera, Amparo Noguera                                                           |
| 2017 | El Padre             | Teatro San Jerónimo, México  | Ignacio López Tarso  | Ignacio López Tarso                                                                      |
| 2018 | El Padre             | Teatro La Estación, Panamá   | Gabriel Pérez Matteo | Leo Wiznitzer, Mónica Lauri                                                              |
| 2019 | El Padre             | Teatro Marsano, Lima         | Juan Carlo Fisher    | Osvaldo Cattone                                                                          |
| 2020 | El Padre             | Teatro el Galpon, Montevideo | Héctor Guido         | Julio Calcagno                                                                           |
| 2022 | El Pare (en catalán) | Teatro Romea, Barcelona      | Josep Maria Mestres  | Josep Maria Pou                                                                          |